# Кук (округ, Джорджія)
Координати : 31° 10′n 83°26′W / 31.167°N, 83.433°W / 31.167; -83.433
Округ Кук (англ. Cook County) — округ (графство), розташований в південно-центральній частині американського штату Джорджія, США. Населення становить 17 212 осіб на переписі 2010 року. Адміністративним центром району є Адель. Поправка до конституції про створення округу була запропонована 30 липня 1918 року і ратифікована 5 листопада 1918 року. Округ названий на честь колишнього генерала Конфедерації Філіпа Кука. Ідентифікатор округу 13075.

## Історія
Округ утворений 1918 року.

## Географія
За даними Бюро перепису населення США, округ має загальну площу 233 квадратних миль (600 км), з яких 227 квадратних миль (590 км) - суша і 6,0 квадратних миль (16 км) (2,6%) - вода.
Західна половина округу Кук, на захід від міжштатної автомагістралі 75, розташована в підбасейні Літл-рівер басейну річки Суванні. Східна половина району розташована в підбасейні річки Вітлакучі того ж басейну річки Суванні.

## Демографія
За даними перепису 2000 року, в окрузі проживало 15771 чоловік, 5882 домогосподарства і 4282 сім'ї. Щільність населення становила 69 осіб на квадратну милю (27/км). Було 6558 житлових одиниць при середній щільності 29 на квадратну милю (11 / км). Расовий склад округу складав 67,93% білих, 29,09% чорних або афроамериканців, 0,22% корінних американців, 0,42% азіатів, 0,03% тихоокеанських островів, 1,53% з інших рас і 0,78% з двох або більше рас. 3,08% населення були латиноамериканцями будь-якої раси.
З них проживало 5882 сім'ї, з яких 34,80% мали дітей у віці до 18 років, 53,30% були подружніми парами, які живуть разом, а 15,30% були сім'ями без чоловікаі, а 27,20% не були сім'ями. 24,00% всіх домогосподарств складалися з фізичних осіб, а 10,50% мали когось, хто жив один, хто був у віці 65 років і старше. Середній розмір домогосподарства становив 2,64, а середній розмір сім'ї – 3,12.
У окрузі населення було розподілено з 28,20% у віці до 18 років, 9,10% з 18 до 24 років, 27,90% з 25 до 44 років, 21,80% від 45 до 64 років і 13,00% у віці 65 років і старше. Середній вік становив 34 роки. На кожних 100 самок припадало 92,10 самців. На кожні 100 жінок у віці від 18 років і старше припадало 89 50 чоловіків.
Середній дохід сім'ї в окрузі складав 27 582 доларів. Чоловіки мали середній дохід у розмірі 26 262 доларів у порівнянні з 19 703 доларами для жінок. Дохід на душу населення в окрузі складав 13 465 доларів. Близько 16,50% сімей і 20,70% населення перебували за межею бідності, в тому числі 27,90% з тих, хто молодше 18 років і 24,40%.
Віковий розподіл населення поданий у таблиці:
| Стать    | До 15 років | 15-21 | 22-29 | 30-39 | 40-49 | 50-65 | 65-85 | Понад 85 |
| -------- | ----------- | ----- | ----- | ----- | ----- | ----- | ----- | -------- |
| Чоловіки | 1861        | 777   | 839   | 1074  | 1002  | 1226  | 721   | 63       |
| Жінки    | 1890        | 777   | 814   | 1171  | 1028  | 1266  | 1069  | 193      |

## Суміжні округи
- Тіфт — північ
- Беррієн — схід
- Лоундс — південний схід
- Брукс — південний захід
- Колквіт — захід

## Виноски
1. ↑  U.S. Decennial Census. United States Census Bureau. Архів оригіналу за 26 квітня 2015. Процитовано 20 червня 2014.
2. ↑  Historical Census Browser. University of Virginia Library. Архів оригіналу за 16 серпня 2012. Процитовано 20 червня 2014.
3. ↑  Population of Counties by Decennial Census: 1900 to 1990. United States Census Bureau. Архів оригіналу за 2 лютого 2019. Процитовано 20 червня 2014.
4. ↑  Census 2000 PHC-T-4. Ranking Tables for Counties: 1990 and 2000 (PDF). United States Census Bureau. Архів оригіналу (PDF) за 18 грудня 2014. Процитовано 20 червня 2014.
5. ↑  State & County QuickFacts. United States Census Bureau. Архів оригіналу за 5 вересня 2015. Процитовано 20 червня 2014.(англ.) Наведено за англійською вікіпедією.

| США | Це незавершена стаття з географії США. Ви можете допомогти проєкту, виправивши або дописавши її. |